# Siegfried von Tietzen und Hennig
August Ernst Joseph Siegfried Alexander von Tietzen und Hennig (* 1. Februar 1825 in Herrnstadt; † 15. April 1896 in Berlin) war ein preußischer Generalleutnant.

## Leben

### Herkunft
Siegfried war der Sohn des späteren preußischen Generals der Kavallerie Wilhelm von Tietzen und Hennig (1787–1869) und dessen Ehefrau Charlotte Luise Henriette Amalie, geborene Gräfin von Reichenbach (1798–1852). 

### Militärkarriere
Tietzen besuchte das Gymnasium in Torgau und trat Ende August 1842 in das Kaiser Alexander Grenadier-Regiment der Preußischen Armee ein. Dort avancierte er im August 1844 zum Sekondeleutnant. Als solcher nahm Tietzen 1848 an der Niederschlagung des Barrikadenaufstandes in Berlin teil und wurde für sein Verhalten im Gefecht bei Schleswig während des Feldzuges gegen Dänemark mit dem Roten Adlerorden IV. Klasse mit Schwertern ausgezeichnet. Im Mai des Folgejahres wurde er als Adjutant des Füsilier-Bataillons bei den Straßenkämpfen in Dresden eingesetzt. Nach seiner Beförderung zum Premierleutnant war Tietzen vom 12. Juni bis zum 7. Juli 1855 als Kompanieführer zum II. Bataillon im 3. Garde-Landwehr-Regiment in Breslau kommandiert. Von April bis Juni 1858 war er Adjutant der Kommandantur Berlin, stieg im März 1859 zum Hauptmann auf und fungierte von April 1859 bis Juli 1860 als Kompanieführer bei der Schulabteilung in Potsdam. Anschließend wurde Tietzen zum Chef der 11. Kompanie seines Stammregiments ernannt. Während des Deutschen Krieges war er mit der Führung des mobilen IV. Bataillons beauftragt.
Nach dem Friedensschluss wurde Tietzen mit seiner Beförderung zum Major in das 4. Garde-Regiment zu Fuß versetzt und am 15. August 1869 zum Kommandeur des Füsilier-Bataillons ernannt. In dieser Eigenschaft nahm er 1870/71 während des Krieges gegen Frankreich in den Kämpfen bei Gravelotte, Beaumont und Sedan sowie der Belagerung von Paris teil. Zeitweise war er auch mit der Führung des Regiments beauftragt.
Ausgezeichnet mit beiden Klassen des Eisernen Kreuzes avancierte Tietzen nach dem Frieden von Frankfurt am 19. August 1871 zum Oberstleutnant. Unter Stellung à la suite beauftragte man ihn am 4. März 1873 mit der Führung des Großherzoglich Mecklenburgischen Füsilier-Regiments Nr. 90. Nach seiner Beförderung zum Oberst fungierte er vom 23. Mai 1873 bis zum 21. April 1879 als Regimentskommandeur. Anschließend mit der Führung der 33. Infanterie-Brigade in Schwerin beauftragt, wurde Tietzen am 1. November 1879 Generalmajor und Kommandeur dieses Großverbandes. Unter Verleihung des Charakters als Generalleutnant erfolgte am 6. Dezember 1883 seine Ernennung zum Kommandanten von Spandau. In dieser Stellung erhielt er am 16. September 1885 das Patent zu seinem Dienstgrad. Aufgrund seiner zunehmenden Kurzsichtigkeit reichte Tietzen seinen Abschied ein, der ihm am 12. Dezember 1885 mit der gesetzlichen Pension unter Stellung zur Disposition genehmigt wurde. Nach seiner Verabschiedung würdigte ihn König Wilhelm I. anlässlich des Ordensfestes am 17. Januar 1886 durch die Verleihung des Sterns zum Roten Adlerorden II. Klasse mit Eichenlaub und Schwertern am Ringe.
Er wurde auf dem Invalidenfriedhof beigesetzt.

### Familie
Tietzen heiratete am 4. Dezember 1852 in Dresden Marie (Minna) Antoinette Freiin von Hausen (1830–1920). Sie war die Tochter des sächsischen Oberst Karl Rudolf Freiherr von Hausen. Aus der Ehe gingen die Töchter Charlotte (* 1853), Frieda (* 1857) und Fanny (* 1860) hervor.